# Texas Eagle (Amtrak)
Der Texas Eagle ist ein Personenzug von Amtrak, der Chicago im Bundesstaat Illinois und San Antonio in Texas verbindet. Der Zug verkehrt täglich auf einer 2102 km langen Verbindung durch die Vereinigten Staaten. Von San Antonio verkehrt er vereinigt mit dem Sunset Limited weiter nach Los Angeles. Zählt man diesen Abschnitt mit, hat der Texas Eagle mit 4390 km den längsten Laufweg aller Amtrak-Züge. Vor 1988 war der Zug als Eagle bekannt.
Im Geschäftsjahr 2019 beförderte der Texas Eagle 321.694 Passagiere, ein Rückgang von 4,2 % gegenüber 2018. Im Jahr 2016 hatte der Zug einen Gesamtumsatz von 22.323.171 $, was einen Rückgang von 8,5 % gegenüber dem Jahr 2015 bedeutete.

## Geschichte
Der Texas Eagle von Amtrak ist der direkte Nachfolger des gleichnamigen Zuges der Missouri Pacific Railroad (kurz MP oder MoPac) und der Texas and Pacific Railway, der 1948 bis 1971 zwischen St. Louis und San Antonio verkehrte. Die heutige Route ist etwas länger, entspricht aber größtenteils dem damaligen Verlauf. Die Strecken von St. Louis nach Texarkana (der Metropolregion aus den Zwillingsstädten Texarkana (Texas) und Texarkana (Arkansas)) und Taylor in Texas, nach San Antonio führen über ehemalige Strecken der Missouri Pacific Railroad, während der Abschnitt von Texarkana nach Fort Worth über die ehemalige Texas and Pacific Railway verläuft. Die T & P fusionierte 1982 mit der MoPac; die MoPac wiederum wurde 1986 von der Union Pacific Railroad übernommen.
Der Eagle startete am 2. Oktober 1981 als Umstrukturierung der Inter-American, die einen täglichen Fahrplan von Chicago nach Laredo (Texas), über San Antonio mit einem Abschnitt nach Houston, der in Temple (Texas) abzweigte, betrieben hatte. Der neue Eagle ließ den Houston-Abschnitt entfallen, während sein südlicher Endpunkt von Laredo nach San Antonio verkürzt wurde. Der neue Zug trug Superliner-Ausrüstung und ersetzte die Amfleet-Wagen des Inter-American. Außerdem verkehrte der neue Zug dreimal wöchentlich mit einem Kurswagen auf dem Sunset Limited nach Los Angeles, obwohl dieser erst im Fahrplan vom April 1982 angekündigt wurde.
Am 15. November 1988 nahm Amtrak den Verkehr auf einem Abschnitt in Houston wieder auf, der dieses Mal in Dallas abzweigt und über eine Strecke der Southern Pacific (SP) verläuft. Es war das erste Mal seit 1958, dass Personenverkehr auf dieser Strecke stattfand. Amtrak hatte bereits in den 1970er Jahren vor, den Lone Star über diese Strecke fahren zu lassen, ließ den Plan aber angesichts der Behinderungen durch die Southern Pacific fallen.

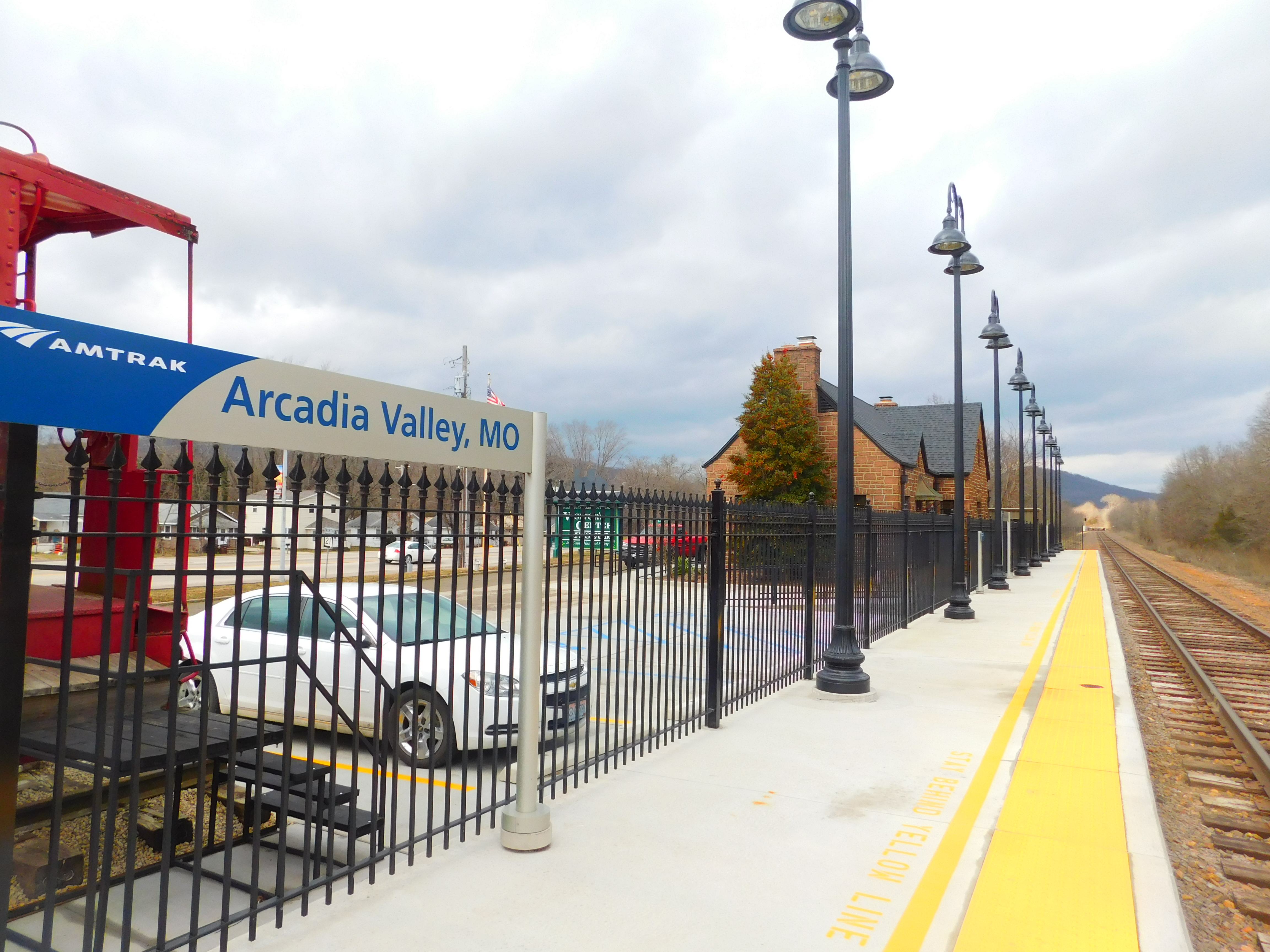
Arcadia Valley Station

Mit der Änderung nahm Amtrak den Namen Texas Eagle für den dreimal wöchentlich verkehrenden Zug Chicago–San Antonio/Houston wieder auf, während der Zug an den freien Tagen zwischen Chicago und St. Louis der Eagle blieb. Dieser Abschnitt wurde am 10. September 1995 eingestellt. Am 4. April 2013 eröffnete Amtrak einen neuen Bahnhof in Hope (Arkansas), der Heimatstadt des ehemaligen US-Präsidenten Bill Clinton. Arcadia Valley wurde am 17. November 2016 hinzugefügt und bedient Iron County (Missouri).
Als Teil der Reaktion von Amtrak auf die COVID-19-Pandemie, die zu einem starken Rückgang der Fahrgastzahlen führte, wurde die Fahrtenzahl nach dem 11. Oktober 2020 im gesamten Korridor auf drei Zugpaare in der Woche reduziert.

## Beschreibung der Route
Seit November 2013 fährt der Zug 21 um 13:45 Uhr in Chicago ab und verkehrt zwischen Chicago und seinem ersten Bahnhofshalt in Joliet parallel zum Illinois und Michigan Kanal, zunächst auf der Freeport Subdivision der Canadian National Railway und dann auf der Joliet Subdivision, die auch vom Heritage Corridor der METRA und dem Lincoln Service von Amtrak genutzt wird. Von Joliet aus fährt der Zug auf Strecken der Union Pacific, oft parallel zur Interstate 55, und hält in Pontiac, Bloomington-Normal (im Ballungsraum der Städte Bloomington und Normal), Lincoln, Springfield, Carlinville (ein Bedarfshalt) und Alton, bevor er den Mississippi River überquert und um 19:21 Uhr im Gateway Multimodal Transportation Center von St. Louis hält. Nach St. Louis durchquert der Zug die Ozark Mountains und hält in Poplar Bluff in Missouri, bevor er die Staatsgrenze nach Arkansas überquert. In Arkansas hält der Zug in Walnut Ridge im Lawrence County, der Landeshauptstadt Little Rock und den Bahnhöfen in Malvern, Arkadelphia, Hope und der Metropolregion Texarkana an der Grenze zwischen Arkansas und Texas.

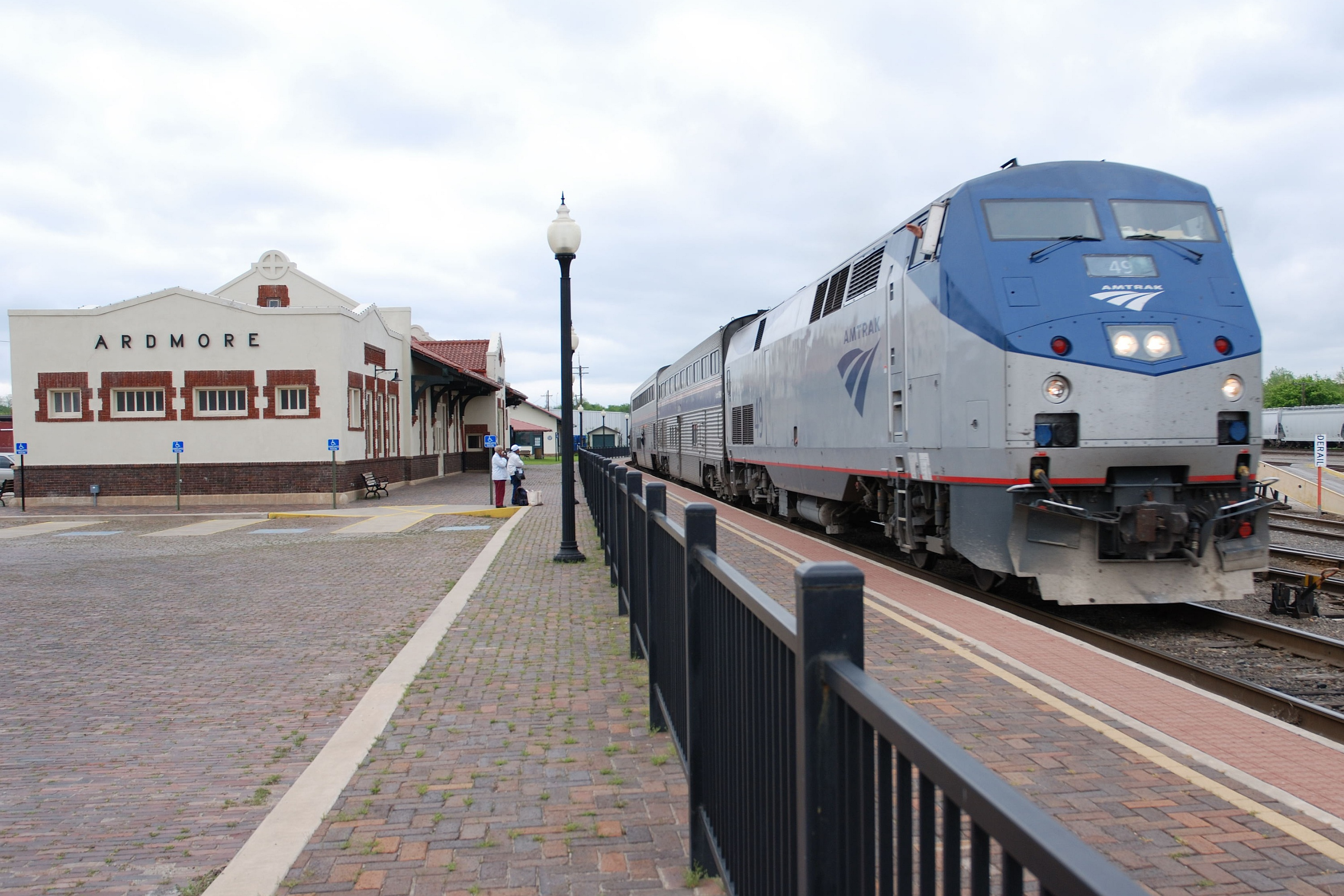
Der Hardmond Flyer beim Halt im Bahnhof von Ardmore

Auf der Weiterfahrt nach Texas hält der Zug in Marshall (Foto ganz oben), Longview, Mineola, Dallas und Fort Worth, das über den Heartland Flyer von Amtrak Anschluss nach Oklahoma City hat, von wo aus der Zug auf BNSF-Strecken fährt. Der Zug fährt weiter und hält in Cleburne, McGregor (Texas), Temple (wo der Zug seine Fahrt auf der Union Pacific fortsetzt), Taylor (Texas), der Landeshauptstadt Austin und San Marcos, mit einer planmäßigen Ankunft in San Antonio um 21:55 Uhr (am nächsten Tag) und einem Anschluss an den Sunset Limited dienstags, donnerstags und sonntags nach Los Angeles um 2:45 Uhr. Der nordwärts fahrende Texas Eagle verlässt San Antonio um 7 Uhr (mit Anschluss an den ostwärts fahrenden Sunset Limited dienstags, freitags und sonntags) und erreicht Chicago am nächsten Tag um 13:45 Uhr.

## Zusammensetzung des Texas Eagles

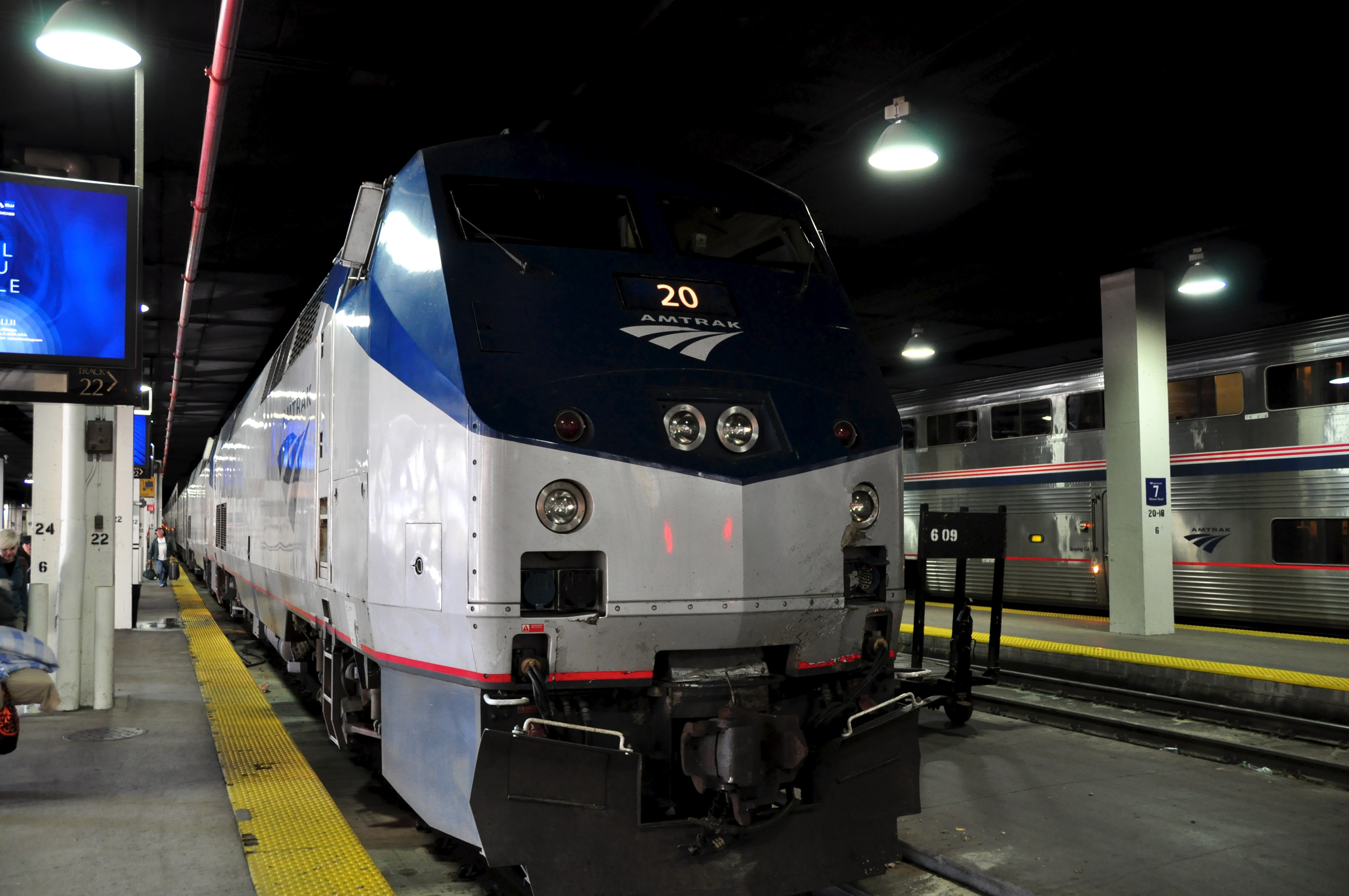
Motivbild GE P42DC Lokomotive (Foto: Ryan Stavely)

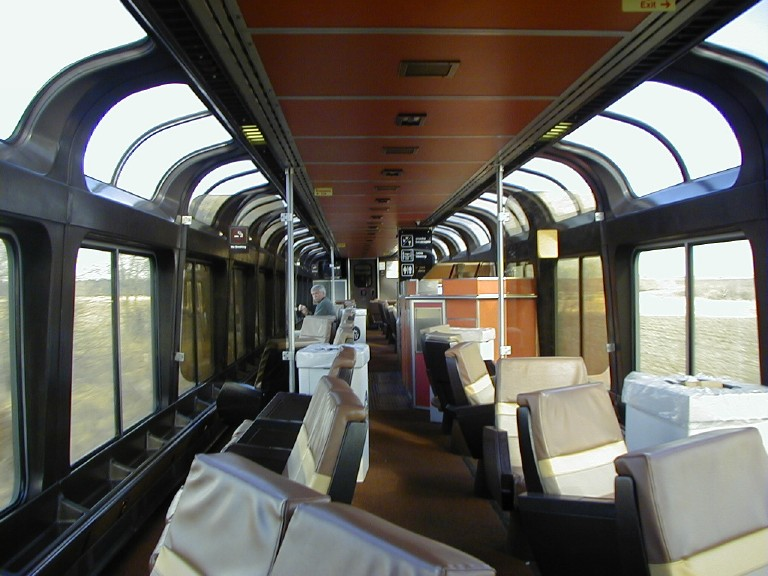
Superliner Sightseer Lounge

Die normalerweise zugewiesene Zusammensetzung auf dem Texas Eagle umfasst:
- 1 GE P42DC Genesis-Lokomotive
- Viewliner Baggage Car (Gepäckwagen)
- Superliner Transition Sleeper (Transition Sleeper)
- Superliner-Sleeper (Schlafwagen)
- Superliner Diner-Lounge (Speisewagen) mit (Cross Country Cafe)
- Superliner Sightseer-Lounge
- Superliner Coach (Sitzwagen)
- Superliner Coach-baggage (Reisegepäckwagen)
- Der 321/322 Coach verkehrt zwischen St. Louis und Chicago.

Dreimal wöchentlich verkehren ein Sitz- und ein Schlafwagen von Chicago über San Antonio nach Los Angeles (als Zug #421/422) in Verbindung mit dem Sunset Limited.

## Vorgeschlagene Änderungen
In der August-Ausgabe 2009 der monatlich erscheinenden Eisenbahnzeitschrift Trains erwähnte Brian Rosenwald, Amtraks Leiter des Produktmanagements, dass der Sunset Limited durch eine Verlängerung des Texas Eagle nach Los Angeles ersetzt werden könnte. Der Wechsel würde eine Verbindung zum Coast Starlight in beide Richtungen wiederherstellen und das Einsteigen in Maricopa (Arizona) und Tucson in zivilisierte Zeiten verlegen.

„Wir haben die Einnahmen hochgerechnet und uns die Logistik angeschaut und sind mit ein wenig Umplanung zu dem Schluss gekommen, dass wir dies mit der vorhandenen Ausrüstung realisieren können, und die zusätzlichen Einnahmen, die der Zug einbringt, werden die erhöhten Betriebskosten mehr als decken. … Wir setzen einen Pflock in den Boden: Triweekly muss verschwinden.“

Die Strecke des Sunset Limited würde zwar nicht vollständig ersetzt werden, aber die aufgeführten Leistungsverbesserungen erklären, was passieren würde:
- Umstellung auf täglichen Zug der Strecke Chicago-Los Angeles
- Verkürzung des Fahrplans um 9 Stunden
- Tägliche Verbindung von San Antonio nach New Orleans als Anschluss an diesen Zug
- Nutzung der Diner-Lounge auf der Stichstrecke

Diese Änderungen würden wiederum einen durchgehenden Wagenwechsel ähnlich dem des Empire Builder bewirken. Ein solcher Dienst würde in Los Angeles beginnen und in San Antonio enden und umgekehrt in New Orleans.